# Yves Ville
Pour les articles homonymes, voir Ville (homonymie).
Yves Ville, né le 17 septembre 1960 à Rambouillet (Seine-et-Oise), est un gynécologue obstétricien français, spécialiste de la médecine et  de la chirurgie fœtale.

## Biographie
Après avoir exercé au CHI de Poissy-Saint Germain en Laye, il devient chef de service à l'hôpital Necker de Paris, professeur à l'université Paris-Descartes, membre de l'académie nationale de médecine. Il est, avec Michael R. Harrison (en) et Kypros Nicolaides, un des promoteurs de la médecine et de la chirurgie fœtales,,,,. La chirurgie fœtale est une surspécialisation chirurgicale qui ne concerne que des cas très rares (environ 350 interventions par an en France) où le traitement des malformations fœtales ne peut pas être effectué après la naissance et doit être réalisé in utero,.
Il dirige le Centre de référence du syndrome de transfusion fœto-fœtale, un des centres de traitement de maladies rares.

## Prises de positions
En 2013, il soutient les revendications des sages-femmes et appuie leur volonté d'une pleine reconnaissance de leur exercice en tant que profession médicale.
En mai 2017, il appelle à voter pour Emmanuel Macron au second tour de l'élection présidentielle française.
Au début de la pandémie de Covid-19 en février 2020, il préconise la vaccination des femmes enceintes contre la grippe saisonnière.
À l'occasion de la révision de la loi de bioéthique en 2021, il s'exprime en faveur de la constitutionnalisation du droit de recours à l'IVG.